# BBC Radio
BBC Radio — служба концерну BBC, що діє на території Великій Британії з 1927 року. Забезпечує мовлення національних музичних та місцевих новинних, ділових і розважальних радіостанцій.

## Станції

### Національні
- Radio 1 — орієнтована на молодіжну аудиторію, передає сучасну поп і рок музику (включаючи топ 40 найпопулярніших синглів), новини, живі виступи в студії і концерти, музичну документалістику
- Radio 2 — орієнтована на дорослу аудиторію, передає широкий спектр популярної музики, інтерв'ю, гумор, новини, живі виступи в студії і концерти, музичну документалістику
- Radio 3 — мистецтво та культура, музика за інтересами (класична, джазова), новини, живі виступи в студії і концерти, музична документалістика
- Radio 4 — новини, ділова інформація, мистецтво, історія, театральні постановки, комедії, наука, релігія, огляди книг
- Radio 5 Live — новини, спорт, інтерв'ю

#### Цифрові

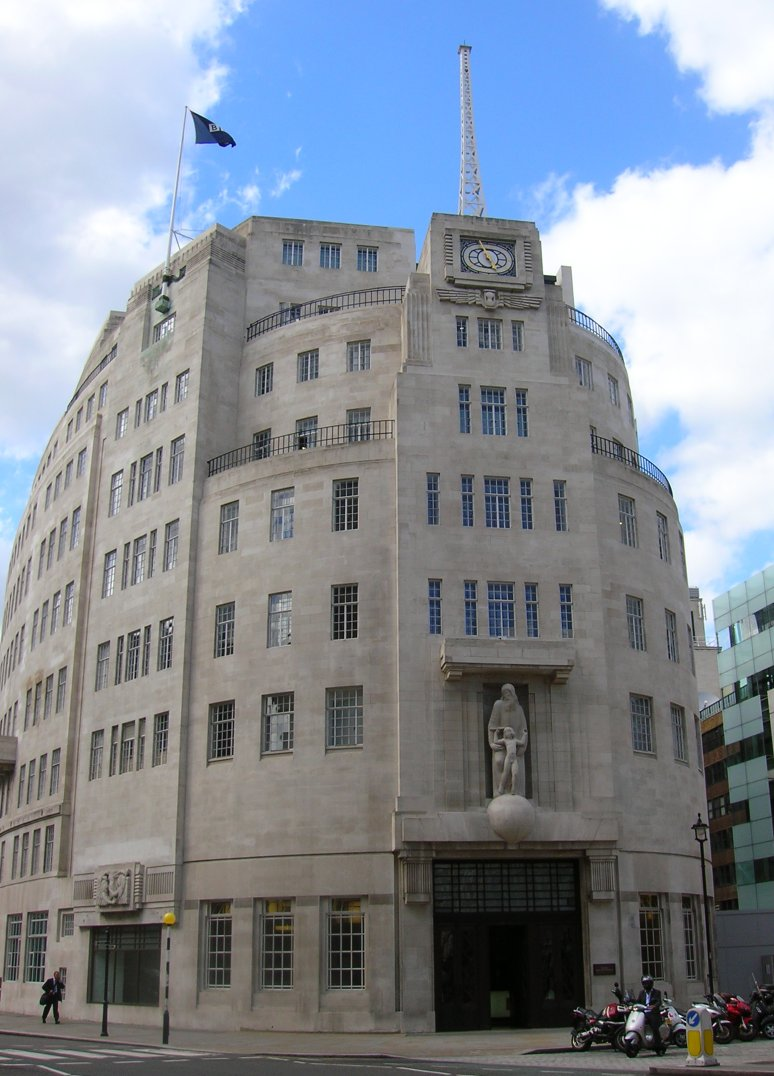
Головний офіс більшості радіостанцій, Ріджент-стріт, Лондон

- 1Xtra
- Radio 4 Extra
- Radio 5 Live Sports Extra
- Radio 6 Music
- Asian Network
- National DAB multiplex

### Регіональні
- Scotland
  - Shetland
  -  nan Gàidheal
- Wales
  - Cymru
- Ulster / Foyle

### Міжнародні станції
- World Service
- Albanian
- Arabic
- Bangla
- Nepali
- Brasil
- Mundo
- Persian
- Russian
- Ukrainian